# أدريا غرانل
أدريا غرانل (بالإسبانية: Adrià Granell Artal)‏ هو لاعب كرة قدم إسباني في مركز نصف الجناح، ولد في 13 مارس 1986 في بلنسية في إسبانيا. لعب مع أولمبيك تشاتيفا وريال سرقسطة ونادي ألباسيتي ونادي ألكويانو ونادي إيركوليس.

## وصلات خارجية
- أدريا غرانل على موقع قاعدة بيانات كرة القدم.إي يو (الإنجليزية)
- أدريا غرانل على موقع Soccerway.com (الإنجليزية)
- أدريا غرانل على موقع AS.com (الإسبانية)